# Begonia aptera
Begonia aptera é uma espécie de Begonia.

## Sinônimos
- Diploclinium apterum (Blume) Miq.

## Descrição
Possui folhsa grande, ovais e cachos de flores brancas.